# Неуронска мрежа
Неуронска мрежа је један облик имплементације система вештачке интелигенције, који представља систем који се састоји од одређеног броја међусобно повезаних процесора или чворова, или процесних елемената које називамо вештачким неуронима.
Тело неурона назива се чвор или јединица. Сваки од неурона има локалну меморију у којој памти податке које обрађује. Подаци који се обрађују су локални подаци као и они који се примају преко везе. Подаци који се овим каналима размењују су обично нумерички.
Архитектура неуронске мреже представља специфично повезивање неурона у једну целину. Структура неуронске мреже се разликује по броју слојева. Први слој се назива улазни, а последњи излазни, док се слојеви између називају скривени слојеви. Најчешће их има три. Први слој, тј. улазни је једини слој који прима податке из спољашње средине, следећи (скривени) прослеђује релевантне податке до трећег (излазног) слоја. На излазу трећег слоја добијамо коначан резултат. Сложеније неуронске мреже имају више скривених слојева. Слојеви су међусобно потпуно повезани.
Слојеви комуницирају тако што се излаз сваког неурона из претходног слоја повезује са улазима свих неурона наредног слоја. Значи, сваки чвор има неколико улаза и један излаз. Јачина веза којом су неурони повезани назива се тежински фактор (weight).

## Специфичност и карактеристике
Значај неуронских мрежа је у томе да могу паралелно да обрађују податке, чије компоненте су независне једне од других. Истовремено ради више процесорских јединица, да би резултати њихове обраде прешли на следеће јединице (неуроне). Процесорске јединице у једној неуронској мрежи су једноставне и могу обављати само једно или евентуално неколико рачунарских операција и међусобно су повезани тако да у једној неуронској мрежи постоји много више веза него процесорских јединица. Број ових веза између неурона представља снагу неуронске мреже. Тежински коефицијенти веза (тежине веза) су коефицијенти који су додељени у сваком тренутку везама неуронске мреже.
Неуронске мреже се користе у ситуацијама када нису позната правила према којима би било могуће довести у везу улазне и излазне податке из жељеног система.
Неуронске мреже се не програмирају, већ се тренирају, тако да је потребно доста времена за њихово обучавање, пре него што почну да се користе.
Коефицијенти веза између неурона подешавају на основу улазних података, тако да неурони „уче“ преко примера и поседују способност за генерализацију после унетог примера. Обучавање се врши тако што се ажурирају тежински коефицијенти да би се следећи пут добио излаз ближи задатој вредности. Када се обучавање заврши, тежински коефицијенти остају исти и мрежа се може применити за предвиђени задатак.
Тренинг се састоји из тога да корисник задаје улазне и излазне вредности, а програм покушава да добије одговарајућу излазну вредност. При томе програм, у почетку, прави одређене грешке, а одговарајућом променом тежинских коефицијената, смањује се разлика добијене и задате излазне вредности.
Закључујемо да неуронску мрежу чине:
1. архитектура мреже (шема везивања неурона)
2. преносна функција неурона
3. закони учења

## Поређење са биолошким нервним системом
Функције неуронске мреже можемо, у одређеној мери, поредити са функцијом биолошког нервног система. Међутим, иако је развој вештачких неурона инспирисан биолошким нервним ћелијама за потребе рачунарског система који користе неуронске мреже веза вештачких и природних (биолошких) неурона нема нарочитог значаја.

## Историјска позадина
Почетак неуро-рачунарства се обично везује за 1943. годину и чланак Ворена Макалоха и Волтера Питса „Логички рачун идеја својствених нервној активности“. Кибернетичар Норберт Винер и математичар Џон фон Нојман су сматрали да би истраживања на пољу рачунарства, инспирисана радом људског мозга, могла бити изузетно занимљива.
Почетком педесетих година, највише утицаја на даљи развој неуронских мрежа је имао рад Марвина Минског који је у том периоду конструисао неурорачунар под именом Снарк (1951). Френк Розенблат је заслужан за откриће једнослојне неуронске мреже, зване перцептрон. Међутим овај рачунар није постигао значајније практичне резултате. Тек крајем педесетих година (1957-1958), Френк Розенблат и Чарлс Вајтман са својим сарадницима су успели да развију рачунар под називом Марк I који представља први неурорачунар.
У периоду од 1950-их година написано је неколико књига и основано неколико компанија које се баве неурорачунарима.
Крајем 80-их и почетком 90-их, неуронске мреже и неуро-рачунарство се уводи као предмет на неколико елитних универзитета у САД, док се данас неуронске мреже готово могу срести на свим универзитетима.
Иако су оне имале необичну историју, још увек су у раној фази развоја. Данас неуронске мреже налазе веома широк спектар примена у различитим областима.

## Подела
Неуронске мреже можемо класификовати према:
1. броју слојева
  1. једнослојне
  2. вишеслојне;
2. врсти веза између неурона
3. врсти обучавања неуронских мрежа
4. смеру простирања информација
  1.  (неповратне)
  2.  (повратне)
5. врсти података

Неуронска мрежа се може реализовати на два начина:
1. Хардверска реализација: физичко повезивање чворова.
2. Софтверска реализација: логичко (виртуелно) повезивање чворова

## Примена
Од открића неуронских мрежа, постало је могуће решавање низа проблема који пре тога нису били решиви класичним средствима рачунарске технике.
Примери примене:
1. обрада сензорних сигнала;
2. препознавање облика;
3. обрада слике и машине које виде;
4. инспекцијски послови у индустрији,
5. роботика и аутоматско управљање,
6. распознавање и синтеза говора;
7. обрада природних језика;[1]
8. обрада знања;
9. финансијске и банкарске примене;
10. препознавање штампаних текстова;
11. препознавање руком писаних текстова;
12. медицинска дијагностика;
13. војне и полицијске примене;
14. прогноза времена;
15. телекомуникације и рачунарство.

У будућности се такође очекују бројне нове примене, на пример - поуздано препознавање и верификација руком писаних текстова, превођење телефонских разговора са језика на језик, рутинско комуницирање са рачунарима посредством људског гласа.